# Minettia americanella
Minettia americanella är en tvåvingeart som beskrevs av Shewell 1938. Minettia americanella ingår i släktet Minettia och familjen lövflugor. Inga underarter finns listade i Catalogue of Life.